# Simpang Tiga Pekan
Simpang Tiga Pekan is een bestuurslaag in het regentschap Serdang Bedagai van de provincie Noord-Sumatra, Indonesië. Simpang Tiga Pekan telt 11.385 inwoners (volkstelling 2010).